# Philodromus luteovirescens
Philodromus luteovirescens is een spinnensoort in de taxonomische indeling van de renspinnen (Philodromidae).
Het dier behoort tot het geslacht Philodromus. De wetenschappelijke naam van de soort werd voor het eerst geldig gepubliceerd in 1893 door Arthur T. Urquhart..